# Bodmin-monstret
Bodmin-monstret ska vara en kryptozoologisk varelse (eller varelser) som ska hålla till i Cornwall i Storbritannien. 

## Kontrovers
Den brittiska regeringen, specifikt det agrikulturella ministeriet, beslutade sig för att genomföra en undersökning under 1995. De kom fram till att det inte fanns något troligt bevis för att något förrymt vilddjur ska hålla till i Storbritannien, och att boskapsdjuren dödats av djur i den inhemska miljön. Rapporten konstaterade också att "undersökningen kunde inte bevisa att det fanns en 'stor katt' i området". 
Mindre än en vecka efter att rapporten släppts officiellt påträffade en pojke, i River Fowey, en stor katt-skalle. Den var cirka 10 centimeter i bredd och cirka 18 centimeter i höjd, och man misstänkte att det var en leopard-skalle. Nyheten kom officiellt vid samma tillfälle då regeringen nyss förnekat att ett sådant djur fanns.
Skallen skickades till naturhistoriska museet i London för konfirmation. Man kom fram till att skallen var äkta, och att den tillhört en ung hankatt av just leopard, men också att den inte dött i Storbritannien utan att skallen var en importerad vara.

## Senare påträffanden
Men människor påstår fortfarande att de sett monstret på senaste tid. I oktober 1997 hittade man, i närheten av ett zoo, avtryck som liknade de en jaguar lämnar efter sig. Snart efter sa man att man hade fotograferat djuret, vilket ska vara en bild på en vuxen honkatt av just jaguar. Om fotot är äkta återstår att se.
Man har även sett ett kattdjur i Hampshire.
Under 2004 kom det hela 50 rapporter om att man sett ett kattdjur i södra Skottland.

## Popkultur
- Bodmin-monstret nämns i filmen Dog Soldiers.
- Bodmin-monstret finns med i en VISA-reklam, där även Lance Henriksen är med.